# Капительная B
ʙ (капительная B) — буква расширенной латиницы. Использовалась в качестве строчной формы буквы B в ряде алфавитов во время латинизации. Также используется в международном фонетическом алфавите для обозначения губно-губного дрожащего согласного. В уральском фонетическом алфавите обозначает частично оглушённый губно-губной взрывной согласный.
Использовалась и в письменности средневекового исландского языка для обозначения геминированного B.

## Использование во время латинизации
Чтобы не возникало омоглифов с буквой , во время латинизации алфавиты саамского, абазинского, коми, цахурского, азербайджанского, курдского и башикрского языков, а также Новый тюркский алфавит, Единый северный алфавит и проект реформы удмуртской письменности использовали ʙ как строчную форму буквы B. Буква также использовалась в адыгейском и еврейско-таджикском алфавитах, хотя в них отсутствовала .

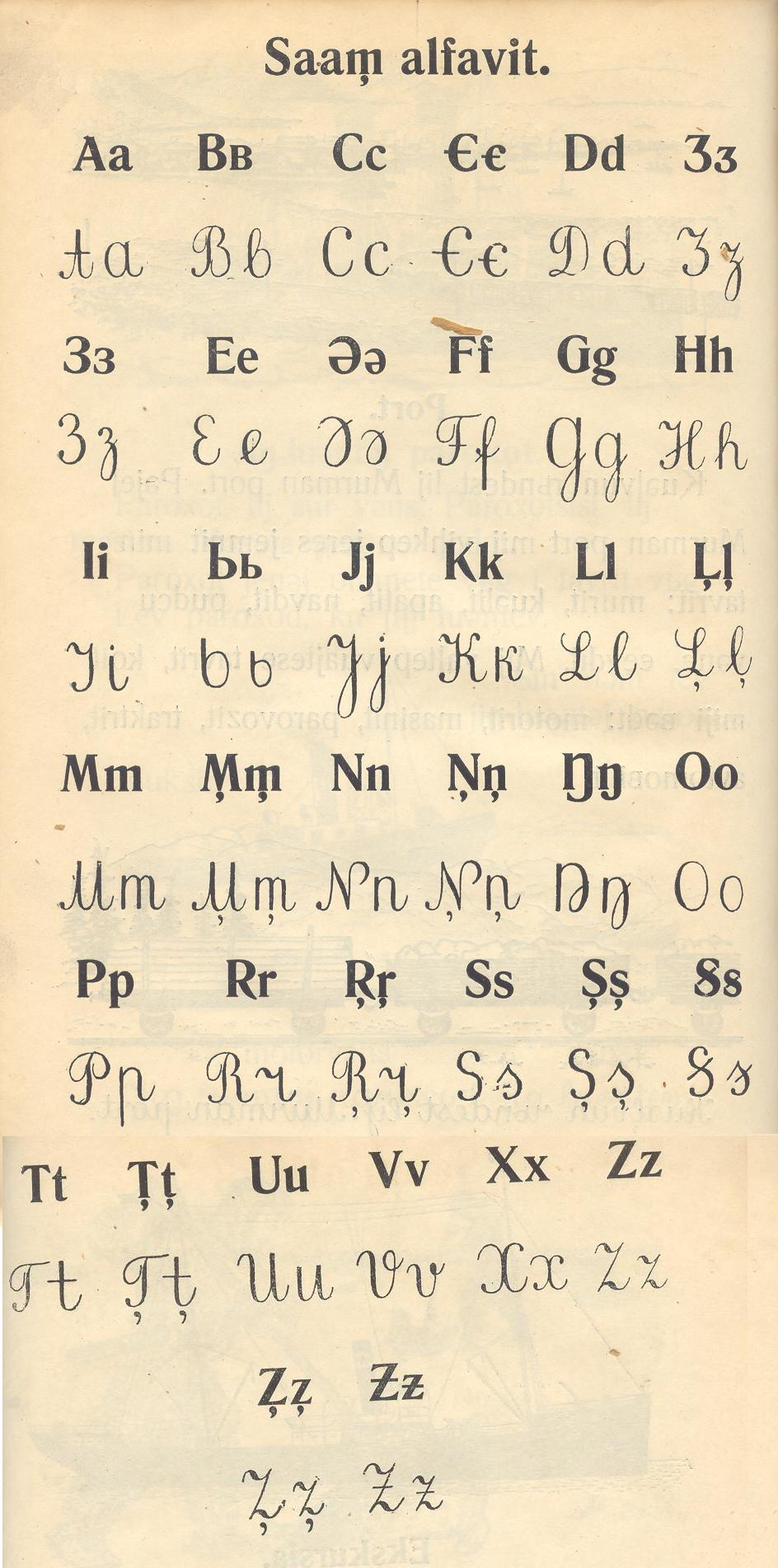
Саамский алфавит 1933 года
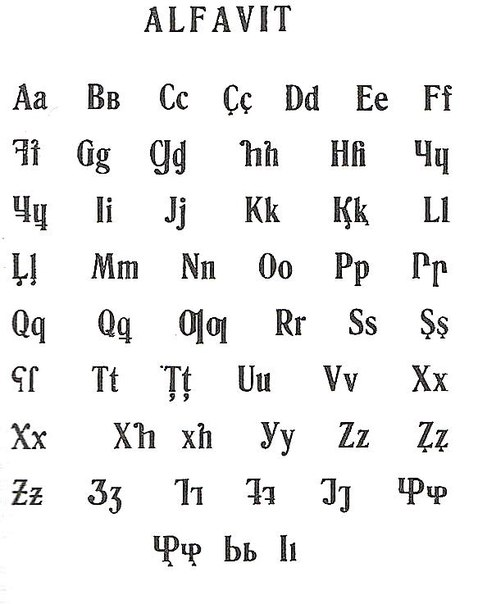
Абазинский алфавит 1930-х годов
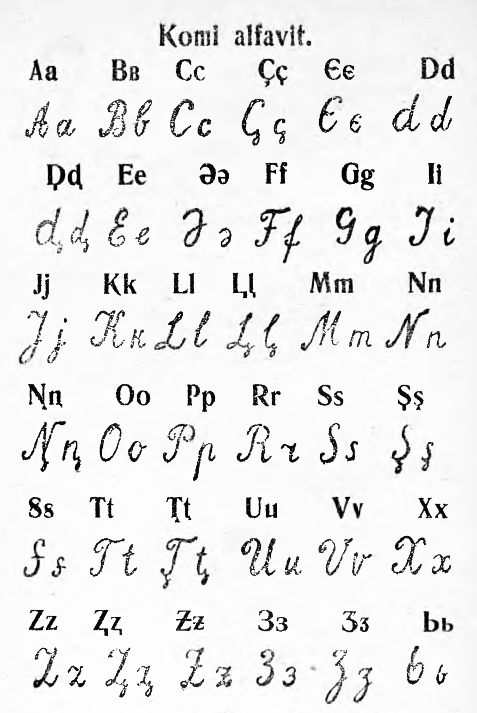
Коми алфавит 1934 года
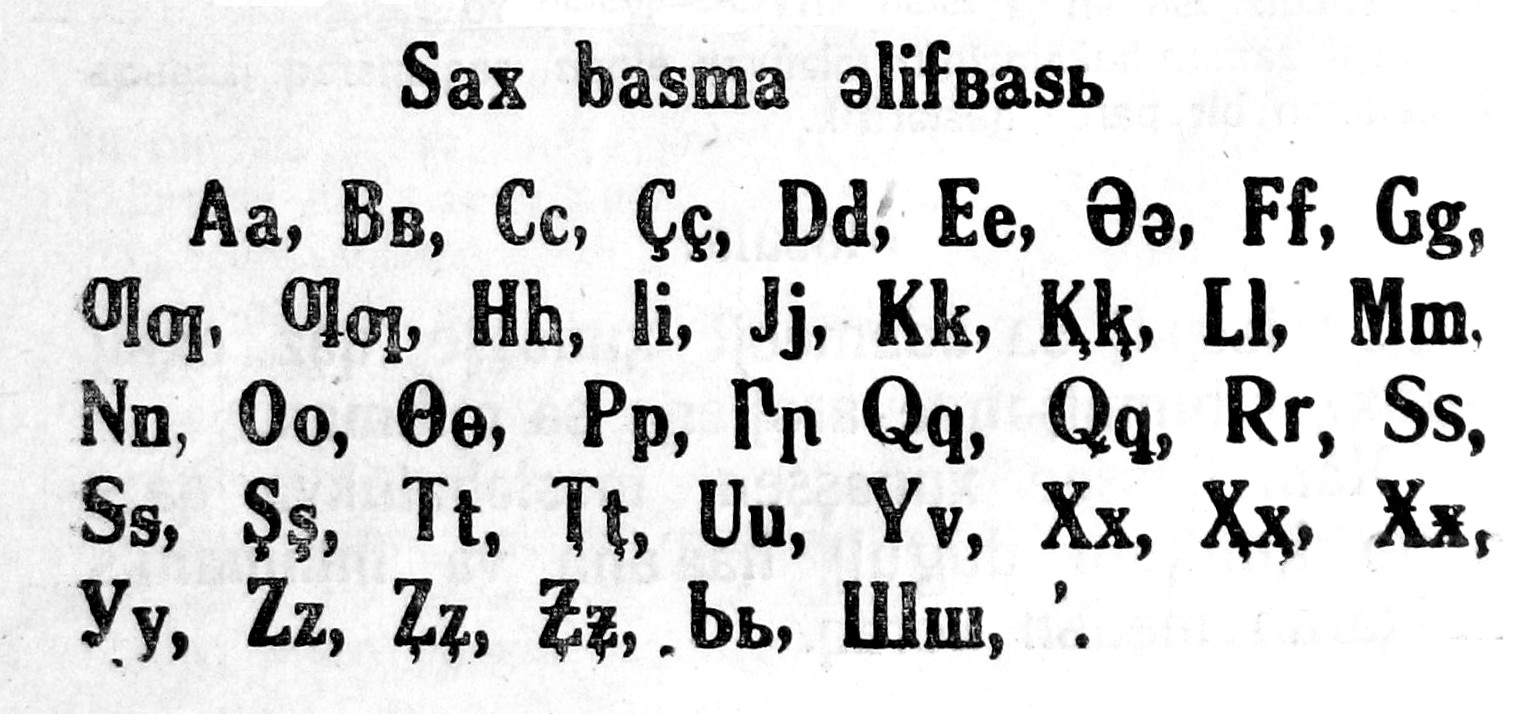
Цахурский алфавит 1934 года
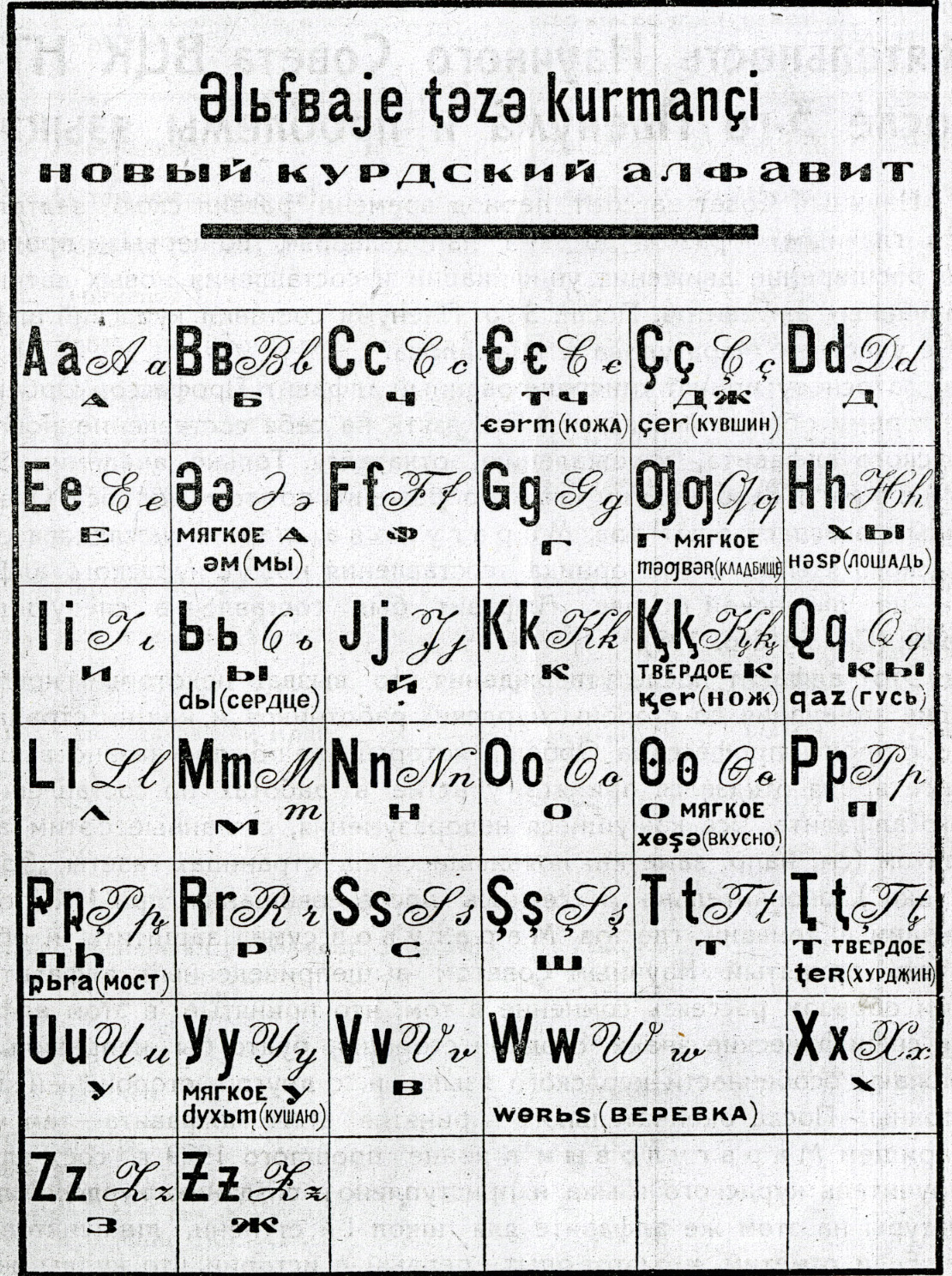
Курдский алфавит 1929 года
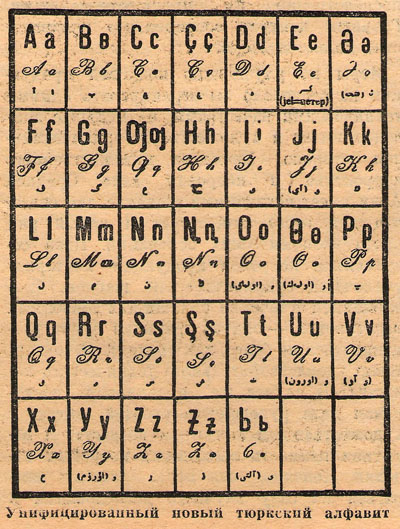
Новый тюркский алфавит
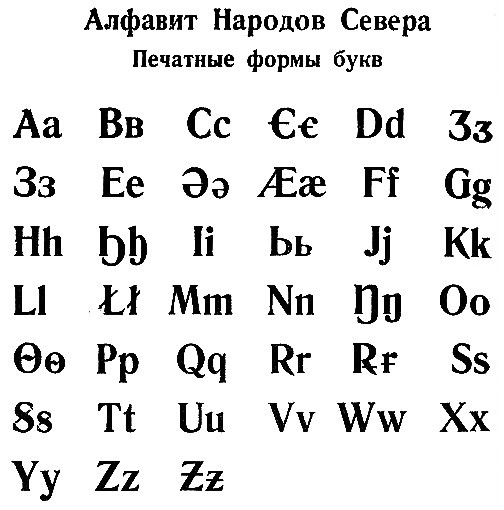
Единый северный алфавит
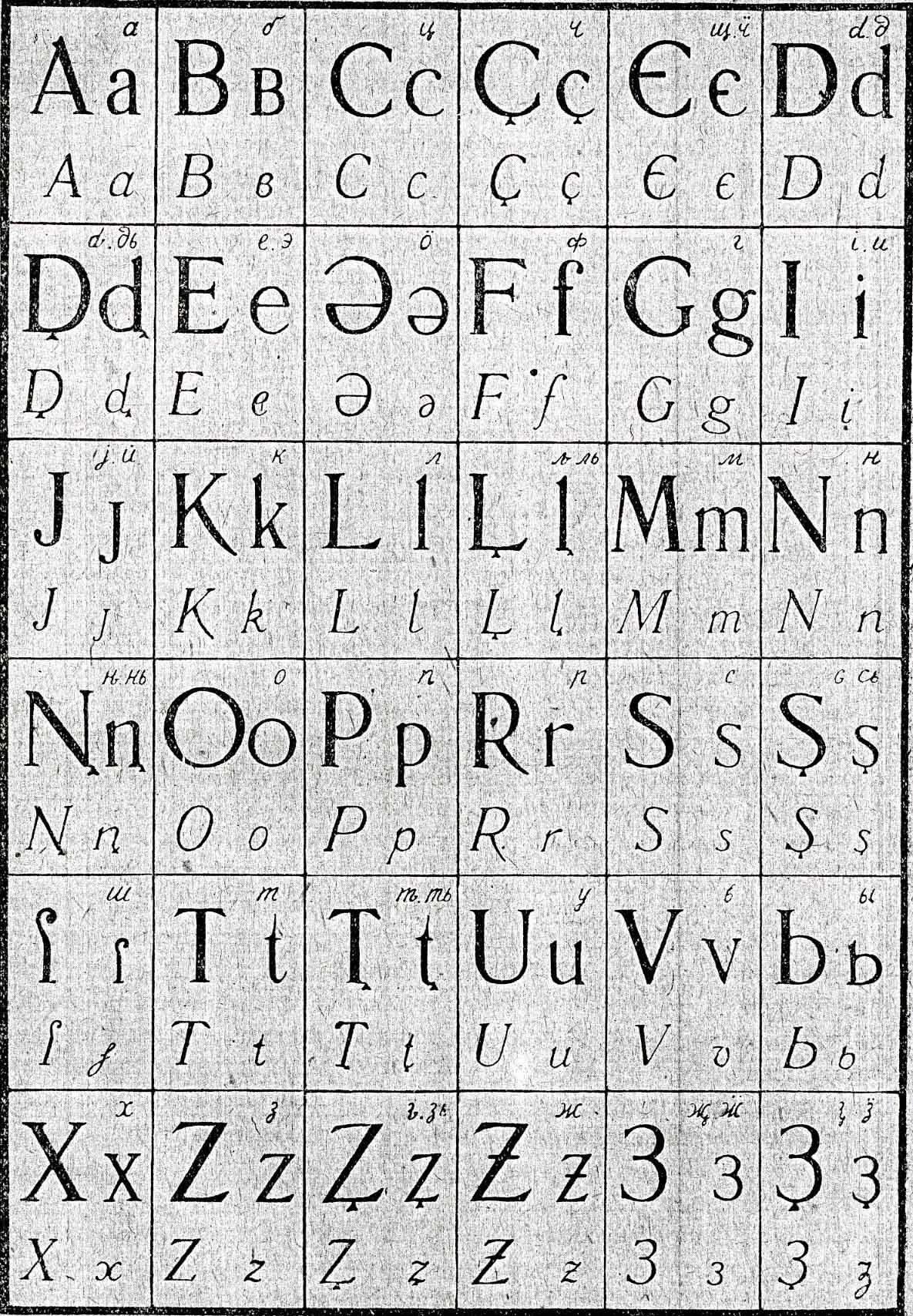
Проект реформы удмуртской и коми письменностей 1931 года
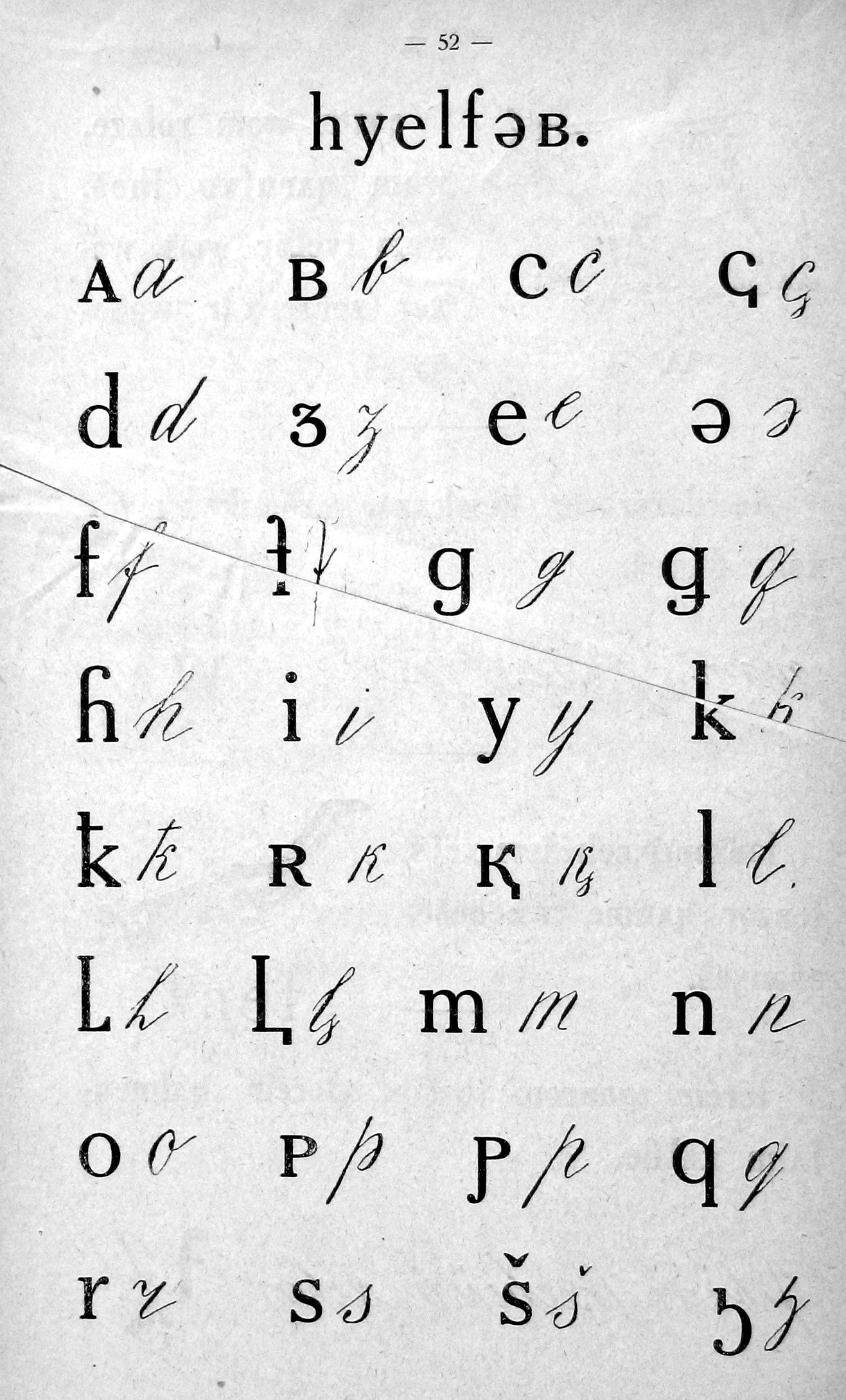
Адыгейский алфавит 1927 года (первая страница)
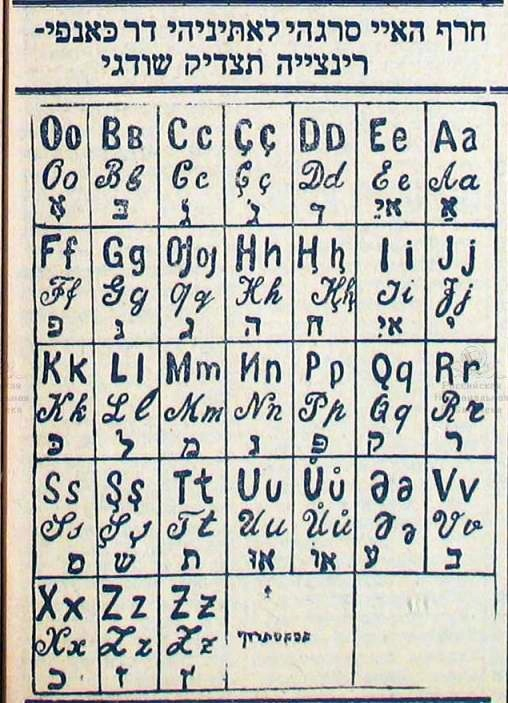
Еврейско-таджикский алфавит (1930 год)

## Юникод
Буква присутствует с самой первой версии стандарта Юникод и находится в блоке «Расширения МФА» (англ. IPA Extensions) под кодовой позицией U+0299.